# Rudolf Minger
Rudolf Minger (Mülchi, 13 novembre 1881 – Schüpfen, 23 agosto 1955) è stato un politico svizzero.
Nel dicembre 1929 è stato eletto nel Consiglio federale svizzero, rimanendovi fino al dicembre 1940. Nel corso del mandato ha guidato il Dipartimento militare.
Ha ricoperto la carica di Presidente della Confederazione svizzera nel 1935.